# Tilly (Yvelines)
Pour les articles homonymes, voir Tilly.
Tilly est une commune française située dans le département des Yvelines en région Île-de-France.

## Géographie

### Situation
La commune de Tilly se trouve dans l'ouest des Yvelines, à la limite du département d'Eure-et-Loir, à 18 kilomètres environ au sud-ouest de Mantes-la-Jolie et à douze kilomètres au nord de Houdan, le chef-lieu de canton.
Le territoire communal relativement plat s'étend sur près de 800 hectares dans la région naturelle et agricole du Drouais, à environ 130 mètres d'altitude. Sa limite sud-ouest suit la vallée de la Vaucouleurs, petite rivière affluent de la Seine. Le territoire est essentiellement rural (à 92 %) et boisé pour un dixième environ, sous forme de petites parcelles dispersées dans tout le territoire.

### Hameaux de la commune
L'habitat de type individuel est groupé principalement dans le bourg autour de la mairie et de l'église et dans la rue contiguë de Saint-Laurent, et dans deux hameaux excentrés, Les Millerus vers le sud-ouest et le Moulin à Vent vers le nord.

### Communes voisines
Les communes sont : Dammartin-en-Serve au nord-est, de Montchauvet à l'est, de Civry-la-Forêt au sud-est, de Boissets au sud, de Berchères-sur-Vesgre et Saint-Ouen-Marchefroy au sud-ouest, du Mesnil-Simon à l'ouest (ces trois dernières communes appartiennent à l'Eure-et-Loir), de Mondreville au nord-ouest et de Flins-Neuve-Église au nord.

### Transports et voies de communications

#### Réseau routier
La commune est desservie par la route départementale 115, qui relie Longnes au nord et Houdan au sud en suivant la limite ouest des Yvelines, et par la route départementale 170 qui relie Tilly à Dammartin-en-Serve à l'est.

#### Bus
La commune est desservie par la ligne 9 du réseau de bus Centre et Sud Yvelines.

### Climat
Pour des articles plus généraux, voir Climat de l'Île-de-France et Climat des Yvelines.
En 2010, le climat de la commune est de type climat océanique dégradé des plaines du Centre et du Nord, selon une étude du CNRS s'appuyant sur une série de données couvrant la période 1971-2000. En 2020, Météo-France publie une typologie des climats de la France métropolitaine dans laquelle la commune est exposée à un climat océanique et est dans la région climatique Sud-ouest du bassin Parisien, caractérisée par une faible pluviométrie, notamment au printemps (120 à 150 mm) et un hiver froid (3,5 °C).
Pour la période 1971-2000, la température annuelle moyenne est de 10,5 °C, avec une amplitude thermique annuelle de 14,2 °C. Le cumul annuel moyen de précipitations est de 669 mm, avec 11,4 jours de précipitations en janvier et 8,4 jours en juillet. Pour la période 1991-2020, la température moyenne annuelle observée sur la station météorologique la plus proche, située sur la commune de Bû à 11 km à vol d'oiseau, est de 11,4 °C et le cumul annuel moyen de précipitations est de 633,2 mm,. Pour l'avenir, les paramètres climatiques de la commune estimés pour 2050 selon différents scénarios d'émission de gaz à effet de serre sont consultables sur un site dédié publié par Météo-France en novembre 2022.

## Urbanisme

### Typologie
Au 1er janvier 2024, Tilly est catégorisée commune rurale à habitat dispersé, selon la nouvelle grille communale de densité à sept niveaux définie par l'Insee en 2022.
Elle est située hors unité urbaine. Par ailleurs la commune fait partie de l'aire d'attraction de Paris, dont elle est une commune de la couronne,. Cette aire regroupe 1 929 communes,.

### Occupation des solssimplifiée
Le territoire de la commune se compose en 2017 de 91,25 % d'espaces agricoles, forestiers et naturels, 4,01 % d'espaces ouverts artificialisés et 4,75 % d'espaces construits artificialisés.

## Toponymie
Le nom de la localité est attesté sous les formes Attiliacum au Xe siècle,, Tylliacum en 1235.
Le premier élément Attili- représente l'anthroponyme gallo-roman Attilius, suivi du suffixe -acum dénotant la propriété. L'évolution *Attillei > *Tillei s'explique par l'aphérèse de la voyelle initiale [a], phénomène courant en linguistique.
De ce fait, il n'y a pas lieu d'y voir une homonymie avec les types Tilly et Tillac qui sont généralement composés avec le nom de personne latin Tilius ou éventuellement le nom d'arbre tilius « tilleul ».

## Histoire
La seigneurie de Tilly fut rachetée en 1764 par l'amiral comte de Grasse. Élevé au rang de marquis par Louis XV en 1767, héros de la guerre d'indépendance des États-Unis, il fut le dernier seigneur de Tilly.

## Politique et administration

### Liste des maires
| Période                                  | Période  | Identité              | Étiquette | Qualité |
| ---------------------------------------- | -------- | --------------------- | --------- | ------- |
| Les données manquantes sont à compléter. |          |                       |           |         |
| mars 1995                                | 2008     | André Lurois          |           |         |
| mars 2008                                | 2014     | Michel Clinckemaillie |           |         |
| 2014                                     | 2015     | Dominique Whiteway    |           |         |
| 2015                                     | En cours | Jean-Claude Robin     |           |         |

### Instances administratives et judiciaires
La commune appartenait à l'ancien canton de Houdan jusqu'en 2014 et appartient désormais au Bonnières-sur-Seine. Tilly fait partie de la communauté de communes du pays Houdanais.
Sur le plan électoral, la commune est rattachée à la neuvième circonscription des Yvelines, circonscription à dominante rurale du nord-ouest des Yvelines.
Sur le plan judiciaire, Tilly fait partie de la juridiction d’instance de Mantes-la-Jolie et, comme toutes les communes des Yvelines, dépend du tribunal de grande instance ainsi que de tribunal de commerce sis à Versailles,.

## Population et société

### Démographie

#### Évolution démographique
L'évolution du nombre d'habitants est connue à travers les recensements de la population effectués dans la commune depuis 1793. Pour les communes de moins de 10 000 habitants, une enquête de recensement portant sur toute la population est réalisée tous les cinq ans, les populations de référence des années intermédiaires étant quant à elles estimées par interpolation ou extrapolation. Pour la commune, le premier recensement exhaustif entrant dans le cadre du nouveau dispositif a été réalisé en 2005.

En 2022, la commune comptait 529 habitants, en évolution de −0,94 % par rapport à 2016 (Yvelines : +2,72 %, France hors Mayotte : +2,11 %).
| 1793 | 1800 | 1806 | 1821 | 1831 | 1836 | 1841 | 1846 | 1851 |
| ---- | ---- | ---- | ---- | ---- | ---- | ---- | ---- | ---- |
| 439  | 407  | 474  | 447  | 427  | 405  | 404  | 423  | 410  |

| 1856 | 1861 | 1866 | 1872 | 1876 | 1881 | 1886 | 1891 | 1896 |
| ---- | ---- | ---- | ---- | ---- | ---- | ---- | ---- | ---- |
| 408  | 400  | 377  | 368  | 360  | 375  | 385  | 381  | 396  |

| 1901 | 1906 | 1911 | 1921 | 1926 | 1931 | 1936 | 1946 | 1954 |
| ---- | ---- | ---- | ---- | ---- | ---- | ---- | ---- | ---- |
| 387  | 339  | 340  | 328  | 308  | 309  | 261  | 278  | 244  |

| 1962 | 1968 | 1975 | 1982 | 1990 | 1999 | 2005 | 2006 | 2010 |
| ---- | ---- | ---- | ---- | ---- | ---- | ---- | ---- | ---- |
| 246  | 253  | 224  | 331  | 407  | 439  | 482  | 489  | 542  |

| 2015 | 2020 | 2022 | - | - | - | - | - | - |
| ---- | ---- | ---- | - | - | - | - | - | - |
| 540  | 509  | 529  | - | - | - | - | - | - |

#### Pyramide des âges
En 2018, le taux de personnes d'un âge inférieur à 30 ans s'élève à 30,6 %, soit en dessous de la moyenne départementale (38 %). À l'inverse, le taux de personnes d'âge supérieur à 60 ans est de 23,8 % la même année, alors qu'il est de 21,7 % au niveau départemental.
En 2018, la commune comptait 260 hommes pour 262 femmes, soit un taux de 50,19 % de femmes, légèrement inférieur au taux départemental (51,32 %).
Les pyramides des âges de la commune et du département s'établissent comme suit.
| Hommes | Classe d’âge | Femmes |
| ------ | ------------ | ------ |
| 0,0    | 90 ou +      | 0,4    |
| 4,7    | 75-89 ans    | 5,5    |
| 16,9   | 60-74 ans    | 20,0   |
| 28,0   | 45-59 ans    | 22,4   |
| 19,3   | 30-44 ans    | 21,6   |
| 11,8   | 15-29 ans    | 9,4    |
| 19,3   | 0-14 ans     | 20,8   |

| Hommes | Classe d’âge | Femmes |
| ------ | ------------ | ------ |
| 0,6    | 90 ou +      | 1,4    |
| 6      | 75-89 ans    | 7,8    |
| 13,5   | 60-74 ans    | 14,8   |
| 20,7   | 45-59 ans    | 20,1   |
| 19,6   | 30-44 ans    | 19,9   |
| 18,5   | 15-29 ans    | 16,8   |
| 21,2   | 0-14 ans     | 19,2   |

### Enseignement
Une école primaire se trouve derrière la mairie avec deux classes (CE1-CE2 et CM1-CM2).

## Économie
- Commune agricole et résidentielle ;
- dans le cadre de la promotion du tourisme rural, la commune est adhérente de l'association du Pays des Marches d'Yvelines.

## Culture locale et patrimoine

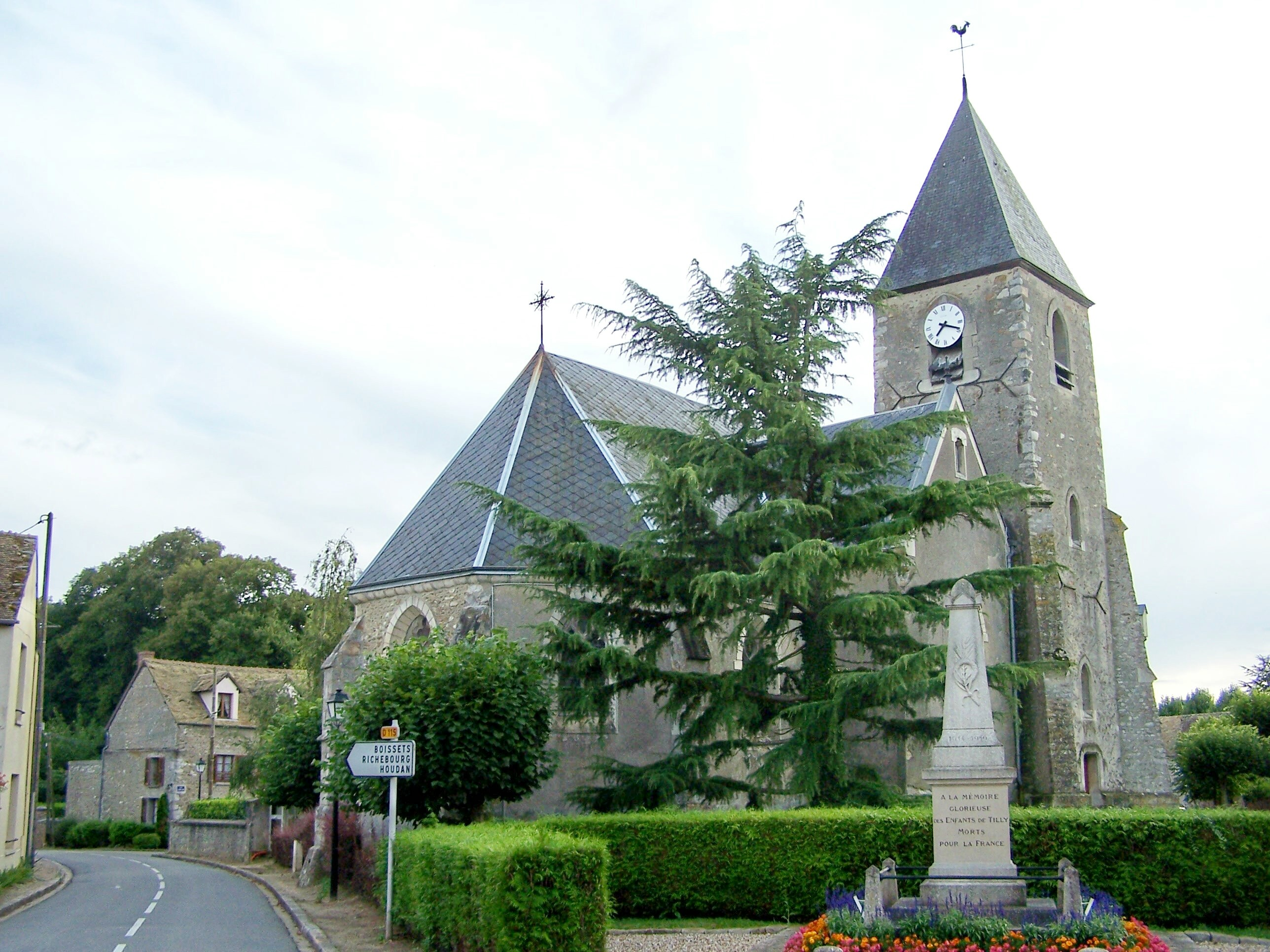
L'église de Tilly.

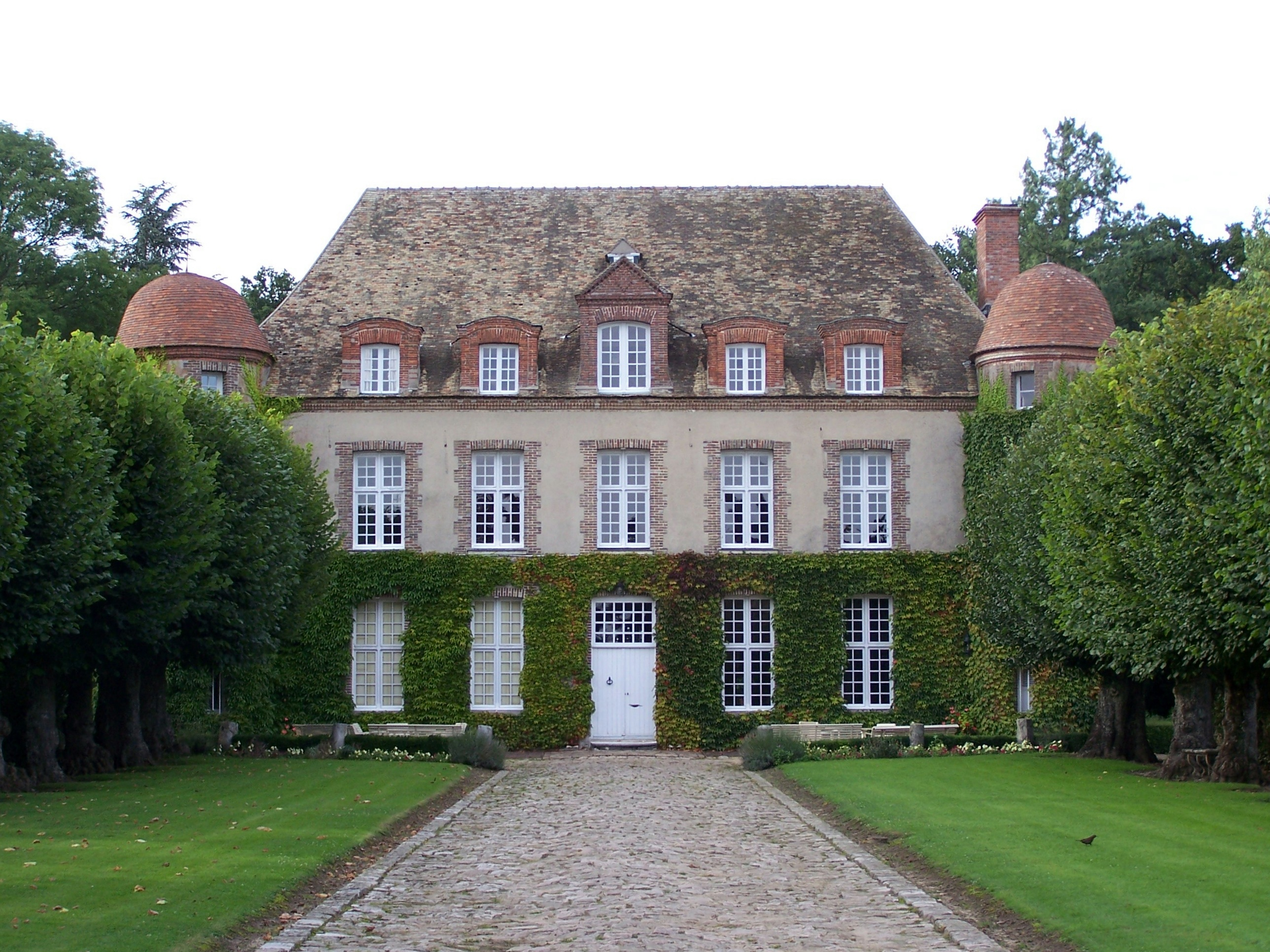
Le château de Tilly.

### Lieux et monuments
- Église de la Nativité-de-la-très-Sainte-Vierge : édifice en pierre du XVIe siècle, à clocher latéral en forme de tour carrée couverte d'une flèche à quatre pans en ardoise ;
- château de Tilly, construction du XVIIe siècle de style Louis XIII, flanquée de deux tours rondes. La façade et les toitures sont classées monument historique par arrêté du 21 avril 1994[27] ;

Dans la cour d'honneur du château, quatre canons de bronze offerts par les États-Unis à l'occasion du bicentenaire de l'indépendance américaine en 1976. Les originaux, pris aux Anglais et offerts par Washington à l'amiral de Grasse, avaient été fondus en 1793 pendant la Révolution française. Ces canons furent volés en février 2007 et leur ancien emplacement est désormais inoccupé.

### Personnalités liées à la commune
- L'amiral de Grasse (1722-1788), officier de marine, acheta le château de Tilly en 1764, fut nommé marquis de Tilly et y passa la fin de sa vie ;
- Jean-Pierre Melville (1917-1973), réalisateur et scénariste, a habité à Tilly. Il y avait acheté une maison en 1967, après l'incendie de ses studios et de son appartement rue Jenner à Paris. Épris de solitude et de grands espaces, il avait choisi une maison en bordure des champs, après en avoir visité plus d'une centaine en trois mois[28].